# Dálnice A1 (Itálie)
Dálnice A1 (italsky Autostrada A1, také Autostrada del Sole) je nejdelší a jednou z nejvýznamnějších dálnic v Itálii.
Spojuje Milán a Neapol po západním pobřeží Apeninského poloostrova (prochází regiony Lombardie, Emilia-Romagna, Toskánskem, Umbrií, Laziem a Kampánií). Od roku 1988 je již celá dobudovaná; její první úsek se začal stavět v roce 1957 a byl zprovozněn 4. října 1964. Dnes měří dálnice A1 759,6 km. A1 je jedna z nejdelších dálnic Evropy.
O jejím vybudování rozhodla italská vláda v padesátých letech, aby spojila sever s jihem a tím pozvedla válkou zničený průmysl.
Na úseku mezi Boloní a Florencií (v Apeninském pohoří) bylo vybudováno množství mostů i tunely. 

## Modernizace úseku mezi Florencií a Boloní
Tento úsek byl extrémně vytížen a klikatil se v nadmořské výšce až 700 m nad mořem, čímž představoval úzké hrdlo italské dálniční sítě, a to i přesto, že mezi Milánem a Římem byla dokončena vysokorychlostní železniční trať. Kvůli tomu se rozhodlo o jeho modernizaci, z větší části v nové stopě. Pro zajištění dostatečné kapacity jsou nové úseky místo starého uspořádání 2+2 pruhy v uspořádání 3+3. V roce 2006 byla dokončena první etapa modernizace mezi křižovatkami Sasso Marconi a La Quercia. U obce Vado byla trasa posunuta západně do dvou dlouhých tunelů a starý obchvat byl uzavřen, ve zbylé části úsek kopíruje starou dálnici. V roce 2009 byl třípruh prodloužen dále na sever od Sasso Marconi k Casalecchiu, v původní trase.  
Dne 23. prosince 2015 byla otevřena třetí etapa od La Quercia po Aglio, zcela v nové trase. Nachází se v ní 8703 m dlouhý tunel di Base a tunely Spravo, ražený tunelovacím štítem Martina, Val di Sambro, Grizzana a sedm krátkých tunelů. Stará trasa byla zachována a slouží jako záloha, „panoramatická trasa“ a pro místní, kteří využívají sjezdy. Dne 5. prosince byl otevřen  úsek Aglio-Barberino, ovšem jen pro směr Florencie, řidiči jedoucí do Boloni musí využít starou trasu. Starý směr Florencie byl rovněž zachován pro panoramatickou trasu. V nové trase se nacházejí dva dlouhé tunely Puliana a Manganacci.   
Jižní část se v současnosti buduje, součástí stavby je také tunel Santa Lucia, ražený tunelovacím štítem ještě větším než Martina. Staví se také tunel Boscaccio a jeden krátký tunel. Jižní část bude rovněž pouze pro směr Řím, řidiči ve směru Milano budou muset využít starou dálnici.      